# 2347 Vinata
2347 Vinata là một tiểu hành tinh vành đai chính với chu kỳ quỹ đạo là 1988.2300097 ngày (5.44 năm).
Nó được phát hiện ngày 7 tháng 10 năm 1936.